# 王實
王实（?—?），琅邪郡临沂县（今山东省临沂西北）人，中国南北朝时南朝梁官员，王莹的小儿子。
王实初为秘书郎，娶梁武帝女安吉公主萧玉誌，袭爵建城县公，为新安郡太守，王实的堂兄去找他，他给堂兄五十万铜钱，不准他在郡内或者路上散用。堂兄在郡中秘密买货，想要回建康谋利，王实知道后，命人追还。王实后为南康王长史，王实衣冠不整，南康王蕭會理非常厌恶，王实说，公主萧玉誌（蕭會理的姑母）念及王实，殿下为什么憎恶我。南康王秘密告发他，王实被免官禁锢。